# Dysmachus praemorsus
Dysmachus praemorsus là một loài ruồi trong họ Asilidae. Dysmachus praemorsus được Loew miêu tả năm 1854.